# DeForest Kelley
Jackson DeForest Kelley (Atlanta, 20 gennaio 1920 – Woodland Hills, 11 giugno 1999) è stato un attore statunitense noto per aver interpretato Leonard McCoy nel franchise di fantascienza Star Trek.

## Biografia
Nato nel 1920 ad Atlanta da un predicatore battista, esordì nel mondo dello spettacolo lavorando nella radio WSB come cantante, dove fu notato e assunto nel Paramount Theater. Dopo la guerra debuttò nel cinema con il film a basso costo Angoscia nella notte (1947), vedendosi poi protagonista nel ruolo di Morgan Earp in Sfida all'OK Corral (1957).
Dopo numerosi ruoli minori (e la presenza negli episodi pilota di due serie poliziesche firmate da Gene Roddenberry), fu scelto per interpretare il ruolo del dottor Leonard McCoy nella serie televisiva Star Trek dal 1966 al 1969. Il dottor McCoy è l'ufficiale medico della nave stellare Enterprise assieme al capitano Kirk (William Shatner) e al signor Spock (Leonard Nimoy).
Kelley recitò inoltre nei primi sei film derivati da Star Trek ed ebbe una breve apparizione nell'episodio pilota della serie televisiva Star Trek: The Next Generation. Dalla fine della serie di fantascienza fece alcune apparizioni in televisione, ma di fatto si era ritirato dalla recitazione.
Primo a scomparire del cast originale di Star Trek, DeForest Kelley è morto in California l'11 giugno 1999 a causa di un tumore allo stomaco. È stato cremato e le sue ceneri sono state disperse nell'Oceano Pacifico.

## Vita privata
È stato sposato con Carolyn Dowling dal 7 settembre 1945 fino al giorno della sua morte.

## Filmografia parziale

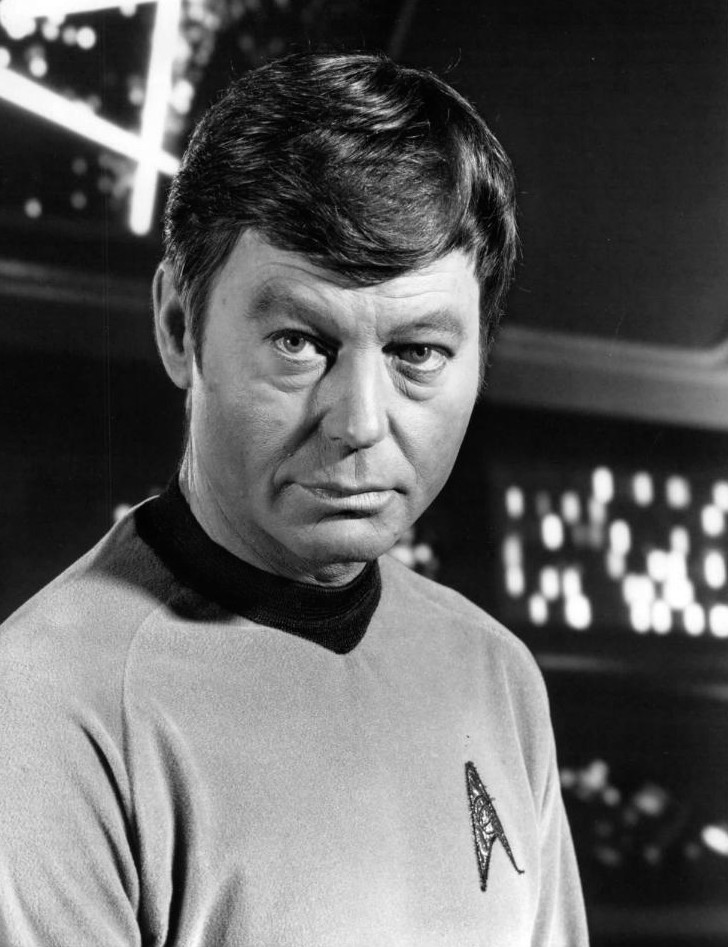
Kelley in una foto promozionale di Star Trek

### Attore

#### Cinema
- Angoscia nella notte (Fear in the Night), regia di Maxwell Shane (1947)
- Rivista di stelle (Variety Girl), regia di George Marshall (1947)
- Beyond Our Own, regia di Sammy Lee (1947) – cortometraggio
- Gypsy Holiday, regia di Francisco Day (1948) – cortometraggio
- Ultima tappa per gli assassini (Canon City), regia di Crane Wilbur (1948)
- Life of St. Paul Series, regia di John T. Coyle (1949)
- Duke of Chicago, regia di George Blair (1949)
- Malesia (Malaya), regia di Richard Thorpe (1949)
- Il mio corpo ti appartiene (The Men), regia di Fred Zinnemann (1950)
- Taxi, regia di Gregory Ratoff (1953)
- Duffy of San Quentin, regia di Walter Doniger (1954)
- La casa di bambù (House of Bamboo), regia di Samuel Fuller (1955)
- Voi assassini (Illegal), regia di Lewis Allen (1955)
- Il treno del ritorno (The View from Pompey's Head), regia di Philip Dunne (1955)
- L'uomo dal vestito grigio (The Man in the Gray Flannel Suit), regia di Nunnally Johnson (1956)
- Web il coraggioso (Tension at Table Rock), regia di Charles Marquis Warren (1956)
- Sfida all'OK Corral (Gunfight at the O.K. Corral), regia di John Sturges (1957)
- L'albero della vita (Raintree County), regia di Edward Dmytryk (1957)
- Sfida nella città morta (The Law and Jake Wade), regia di John Sturges (1958)
- Ultima notte a Warlock (Warlock), regia di Edward Dmytryk (1959)
- Sfida nella valle dei Comanche (Gunfight at Comanche Creek), regia di Frank McDonald (1963)
- Quando l'amore se n'è andato (Where Love Has Gone), regia di Edward Dmytryk (1964)
- Lo sperone nero (Black Spurs), regia di R.G. Springsteen (1965)
- La città senza legge (Town Tamer), regia di Lesley Selander (1965)
- Patto a tre (Marriage on the Rocks), regia di Jack Donohue (1965)
- La vendetta degli Apache (Apache Uprising), regia di R.G. Springsteen (1966)
- Waco, una pistola infallibile (Waco), regia di R.G. Springsteen (1966)
- La notte della lunga paura (Night of the Lepus), regia di William F. Claxton (1972)
- Star Trek (Star Trek: The Motion Picture), regia di Robert Wise (1979)
- Star Trek II - L'ira di Khan (Star Trek II: The Wrath of Khan), regia di Nicholas Meyer (1982)
- Star Trek III - Alla ricerca di Spock (Star Trek III: The Search for Spock), regia di Leonard Nimoy (1984)
- Star Trek IV - Rotta verso la Terra (Star Trek IV: The Voyage Home), regia di Leonard Nimoy (1986)
- Star Trek V - L'ultima frontiera (Star Trek V: The Final Frontier), regia di William Shatner (1989)
- Star Trek VI - Rotta verso l'ignoto (Star Trek VI: The Undiscovered), regia di Nicholas Meyer (1991)

#### Televisione
- Your Jeweler's Showcase – serie TV (1952)
- Il cavaliere solitario (The Lone Ranger) – serie TV, 3 episodi (1949-1953)
- The Pepsi-Cola Playhouse – serie TV, episodio 1x09 (1953)
- The Revlon Mirror Theater – serie TV, episodio 2x07 (1953)
- Waterfront – serie TV, episodi 2x08-2x25 (1954)
- Your Favorite Story – serie TV, 3 episodi (1953-1954)
- Cavalcade of America – serie TV, episodio 3x09 (1954)
- The Millionaire – serie TV, episodio 2x04 (1955)
- Studio 57 – serie TV, episodi 1x11-2x09 (1954-1955)
- You Are There – serie TV, 9 episodi (1953-1956)
- Gunsmoke – serie TV, episodio 1x23 (1956)
- Matinee Theatre – serie TV, episodio 1x07 (1955)
- Scienza e fantasia (Science Fiction Theatre) – serie TV, episodi 1x04-1x34-2x25 (1955-1956)
- Navy Log – serie TV, episodi 2x20-2x29 (1957)
- Code 3 – serie TV, episodio 1x12 (1957)
- The Web – serie TV, episodio 1x06 (1957)
- Boots and Saddles – serie TV, episodio 1x14 (1957)
- Playhouse 90 – serie TV, episodi 2x08-2x24 (1957-1958)
- Il tenente Ballinger (M Squad) – serie TV, episodi 1x04-1x10-1x27 (1957-1958)
- The Rough Riders – serie TV, episodio 1x08 (1958)
- Steve Canyon – serie TV, episodio 1x05 (1958)
- Mackenzie's Raiders – serie TV, episodio 1x22 (1959)
- 26 Men – serie TV, episodio 2x15 (1959)
- Special Agent 7 – serie TV, episodio 1x01 (1959)
- Northwest Passage – serie TV, episodio 1x19 (1959)
- Gli uomini della prateria (Rawhide) – serie TV, episodio 1x07 (1959)
- State Trooper – serie TV, episodio 3x17 (1959)
- The Lineup – serie TV, episodio 5x34 (1959)
- Mike Hammer – serie TV, episodi 2x03-2x35 (1959)
- 21 Beacon Street – serie TV, episodio 1x09 (1959)
- Frontier Justice – serie TV (1958-1959)
- Trackdown – serie TV, 4 episodi (1957-1959)
- Ricercato vivo o morto (Wanted: Dead or Alive) – serie TV, episodi 1x24-2x07 (1959)
- Black Saddle – serie TV, episodio 2x08 (1959)
- Disneyland – serie TV, episodio 6x08 (1959)
- Richard Diamond (Richard Diamond, Private Detective) – serie TV, episodi  3x14-4x10 (1959)
- I racconti del West (Zane Grey Theater) – serie TV, 4 episodi (1956-1960)
- Alcoa Theatre – serie TV, episodi 1x37-3x17 (1958-1960)
- Two Faces West – serie TV, episodio 1x06 (1960)
- Tales of Wells Fargo – serie TV, episodio 5x16 (1961)
- Avventure lungo il fiume (Riverboat) – serie TV, episodio 2x13 (1961)
- Assignment Underwater – serie TV, episodio 1x19 (1961)
- Coronado 9 – serie TV, episodi 1x16-1x20 (1960-1961)
- Lawman – serie TV, episodi 2x21-3x20 (1960-1961)
- The Deputy – serie TV, episodio 2x25 (1961)
- Bat Masterson – serie TV, episodio 3x25 (1961)
- Carovana (Stagecoach West) – serie TV, episodi 1x17-1x29 (1961)
- Shannon – serie TV, episodio 1x08 (1961)
- Lotta senza quartiere (Cain's Hundred) – serie TV, episodio 1x12 (1961)
- Perry Mason – serie TV, episodio 5x14 (1961)
- Route 66 – serie TV, episodi 1x15-2x16 (1961-1962)
- Have Gun - Will Travel – serie TV, episodio 6x16 (1962)
- Laramie – serie TV, episodi 4x12-4x23 (1962-1963)
- The Gallant Men – serie TV, episodio 1x23 (1963)
- Dakota (The Dakotas) – serie TV, episodio 1x13 (1963)
- Indirizzo permanente (77 Sunset Strip) – serie TV, episodio 6x07 (1963)
- Il virginiano (The Virginian) – serie TV, episodi 1x15-2x14 (1963)
- Slattery's People – serie TV, episodio 1x12 (1964)
- Il fuggiasco (The Fugitive) – serie TV, episodio 3x06 (1965)
- The Donna Reed Show – serie TV, episodio 8x14 (1965)
- Bonanza – serie TV, 4 episodi (1961-1966)
- A Man Called Shenandoah – serie TV, episodio 1x23 (1966)
- Laredo – serie TV, episodio 1x28 (1966)
- Death Valley Days – serie TV, 4 episodi (1962-1966)
- Police Story, regia di Vincent McEveety – film TV (1967)
- Star Trek – serie TV, 76 episodi (1966-1969) - Leonard McCoy
- Ironside – serie TV, episodio 3x21 (1970)
- The Silent Force – serie TV, episodio 1x05 (1970)
- I nuovi medici (The Bold Ones: The New Doctors) – serie TV, episodio 2x03 (1970)
- Il solitario del West (The Bull of the West), regia di Jerry Hopper – film TV (1971)
- Difesa a oltranza (Owen Marshall: Counselor at Law) – serie TV, episodio 1x05 (1971)
- Room 222 – serie TV, episodio 3x12 (1971)
- Giovani cowboys (The Cowboys) – serie TV, episodio 1x01 (1974)
- L'amico Gypsy (The Littlest Hobo) – serie TV, episodio 2x15 (1981)
- Star Trek: The Next Generation – serie TV, episodio 1x01 (1987)
- The Brave Little Toaster Goes to Mars (1998)

### Doppiatore
- Star Trek - serie  animata (1973-1974),
- Star Trek: 25th Anniversary Enhanced - videogioco (1992)
- Star Trek: Judgment Rites - videogioco (1994)

## Doppiatori italiani
Nelle versioni in italiano delle opere in cui ha recitato, DeForest Kelley è stato doppiato da:
- Pino Locchi in Ultima notte a Warlock, Quando l'amore se n'è andato, Star Trek (film 1979[1])
- Raffaele Fallica in Star Trek (serie TV, 1ª voce)
- Enzo Consoli in Star Trek (serie TV, 2ª voce)
- Silvio Anselmo in Star Trek II - L'ira di Khan
- Paolo Poiret in Star Trek III - Alla ricerca di Spock
- Luciano De Ambrosis in Rotta verso la Terra
- Marco Mete in Star Trek V - L'ultima frontiera
- Giorgio Lopez in Rotta verso l'ignoto
- Enzo Garinei in Star Trek: The Next Generation
- Saverio Moriones in Sfida nella valle dei Comanche
- Sergio Tedesco in Waco, una pistola infallibile
- Giuseppe Rinaldi in Sfida all'O.K. Corral
- Mario Pisu in L'albero della vita
- Bruno Persa in Sfida nella città morta
- Paolo Lombardi in La notte della lunga paura

Da doppiatore è sostituito da:
- Enzo Consoli in Star Trek